# Consequence
Consequence, pseudonimo di Dexter Raymond Mills Jr. (Queens, 14 giugno 1977), è un rapper statunitense.

## Biografia
Dexter Raymond Mills nasce il 14 giugno 1977 nel Queens di New York. Cresce in un quartiere molto povero, ammirando il cugino maggiore Q-Tip e Rakim. Nei primi anni segue il cugino e gli A Tribe Called Quest, poi ottiene un contratto discografico ed inizia la sua carriera nell'hip hop.

## Carriera musicale
Dexter fa la sua prima apparizione a sedici anni sull'album Beats, Rhymes and Life degli ATCQ. Continuerà in seguito a collaborare con il gruppo in diverse occasioni. Dopo la separazione del gruppo, avvenuta nel 1998, Consequence è costretto a cercarsi un'etichetta. Ottiene un contratto con la Elektra Records. Il rapper registra materiale per un album che dovrebbe vedere la luce nel 2000, ma l'album viene posticipato diverse volte e definitivamente cancellato nel 2004. Lo stesso anno esce il mixtape Take 'Em To The Cleaners, che finisce nelle mani di Kanye West. Dopo avere sentito l'album Kanye offre all'mc una possibilità, facendolo partecipare al suo album The College Dropout. Nel 2005 la GOOD Music, etichetta discografica di Kanye, firma il rapper. Finalmente, nel 2007, esce il disco di debutto di Consequence, dal titolo Don't Quit Your Day Job!. Dall'album vengono estratti i singoli "Callin' Me" e "Grammy Family". Don't Quit your Day Job ottiene critiche discordanti ed alcuni paragonano il rapper alla versione minore di Nas. Nella prima settimana l'album vende circa 7,000 copie. Il rapper ha iniziato poi a lavorare al suo secondo album, You Win Some, You Lose Some, che sarà prodotto da Kanye West e Q-Tip e dovrebbe vedere la luce a primaverda del 2009, sempre per G.O.O.D Music e Universal Motown.

## Discografia

### Album studio
- 2007: Don't Quit Your Day Job!
- 2009: You Win Some, You Lose Some

### Mixtape
- 2002: The Cons Vol. 1: All Sales Are Final
- 2003: An Evening wit EPC
- 2003: The Cons Vol. 2: Make the Game Come to You
- 2004: Take 'Em to the Cleaners
- 2005: The Cons Vol. 3: Da Comeback Kid
- 2005: A Tribe Called Quence
- 2006: The Cons Vol. 4: Finish What You Started
- 2007: The Cons Vol. 5: Refuse 2 Die
- 2008: The Cons Vol. 6: King of Queens

### Singoli
- 2000(?) "Niggas Get the Money" EP (unreleased LTD ED. U.S. promo 12" vinyl)
- 2003: "Turn Ya Self In"
- 2005: "Caught Up in the Hype"
- 2005: "Niggas Get Knocked"
- 2006: "Callin Me"
- 2006: "Grammy Family"
- 2006: "Waitin on You"
- 2007: "Don't Forget 'Em"
- 2008: "Job Song"

### Collaborazioni
- A Tribe Called Quest - "The Chase, Part II" (Remix) (Midnight Marauders) 1993
- A Tribe Called Quest - "Phony Rappers" (Beats, Rhymes and Life) 1996
- A Tribe Called Quest - "Motivators" (Beats, Rhymes and Life) 1996
- A Tribe Called Quest - "Jam" (Beats, Rhymes and Life) 1996
- A Tribe Called Quest - "Mind Power" (Beats, Rhymes and Life) 1996
- A Tribe Called Quest - "Baby Phife's Return" (Beats, Rhymes and Life) 1996
- A Tribe Called Quest - "Word Play" (Beats, Rhymes and Life) 1996
- A Tribe Called Quest - "Stressed Out" (Beats, Rhymes and Life) 1996
- Kanye West - "Spaceship" (The College Dropout) 2004
- Common- "They Say" (Alternate version) 2005
- Rell - "Real Love" 2004
- Kanye West - "Electric Relaxation" (Freshmen Adjustment) 2005
- Kanye West - "Gone" (Late Registration) 2005
- Miri Ben-Ari - "I've Been Waiting on You" (The Hip-Hop Violinist) 2005
- Consequence - "Couped Up" feat. DJ Swivel & Chris Stylez (DJ Whoo Kid - BET Awards Mixtape '06, Clinton Sparks - The Cons Vol. 4) 2006
- Talib Kweli - "Engine Runnin'" Liberation 2006
- Kanye West- "The Good, The Bad, and the Ugly"- (Prelude to Graduation Mixtape) 2007
- Beyoncé- "Suga Mama (Remix)" 2007
- AZ-"Heavy in da Game" 2008